# Gaetano Mosca
Gaetano Mosca, född 1 april 1858 i Palermo, död 8 november 1941 i Rom, var en italiensk politisk teoretiker, jurist och statsman, som är känd för sin teori om elitism och för att ha lanserat en doktrin om den politiska klassen.

## Biografi
Gaetano Mosca avlade examen i juridik vid universitetet i Palermo 1881, och flyttade till Rom där han fick tjänst vid Italiens deputeradekammare. Efter att ha varit föreläsare i Palermo och Rom blev han professor i konstitutionell rätt vid universitetet i Turin 1896. Han stannade där till 1924 då han bosatte sig permanent i Rom för att tillträda som professor i offentlig rätt vid universitetet i Rom. Han hade under sitt liv fler akademiska poster.
År 1909 valdes Mosca in i Italiens deputeradekammare, och hade posten tills han 1919 utsågs till senator på livstid. Han verkade aktivt i den befattningen till 1926. Under fascismens era drog han sig tillbaka för att undervisa och forska.
Mosca var vid sidan av sina offentliga uppdrag verksam som politisk reporter för Corriere della Sera i Milano (efter 1901) och Tribuna i Rom (från 1911 till 1921).
Det är emellertid i första hand för sina alster i politisk teori som Mosca blivit berömd. Bland hans främsta arbeten märks Sulla teorica dei governi e sul governo parlamentare (Teori om regering och parlamentariskt styre), publicerad 1884, Elementi di scienza politica (Den härskande klassen), publicerad 1896 och Storia delle dottrine politiche (De politiska doktrinernas historia), publicerad 1936.

## Politiska teorier
I sin vetenskapliga gärning påverkades Mosca av Karl Marx och Vilfredo Pareto. Moscas varaktiga bidrag till vetenskapen är observationen att alla samhällen utom de mest primitiva, styrs av en minoritet, hur styret än i teorin är tänkt att fungera. Denna minoritet kallar han ”den politiska klassen”. Fastän hans teori rätteligen kallas elitism, är det värt att notera att grundvalen skiljer sig avsevärt från den maktelit som till exempel C. Wright Mills beskriver. Moscas avsikt var att skapa en universell teori om det politiska samhället och hans teori i Elementi di scienza politica är betydligt mera generell än Mills.
”Elit” definierar Mosca som en överlägsen organisatorisk förmåga. Sådan organisatorisk förmåga var särskilt användbar för att nå politisk makt i moderna, byråkratiska samhällen. Utan tvekan är Moscas teori mer demokratisk än den som till exempel Vilfredo Pareto lanserade, eftersom Mosca inte såg elitism som i naturen ärftlig varför människor från alla samhällsklasser kunde bli eliter. Han bidrog även till att utveckla begreppet ”elitcirkulation” (klassresor, ståndscirkulation), med en dialektisk teori om en ständig tävlan mellan eliter där olika elitgrupper ersätter varandra löpande.
Moscas teorier är centrala i de politiska, ekonomiska och sociologiska disciplinerna. Bland de forskare som Moscas teorier influerat finns Robert Michels, Joseph Schumpeter, Seymour Martin Lipset, och C. Wright Mills.